# Scleria variegata
Scleria variegata är en halvgräsart som först beskrevs av Christian Gottfried Daniel Nees von Esenbeck, och fick sitt nu gällande namn av Ernst Gottlieb von Steudel. Scleria variegata ingår i släktet Scleria och familjen halvgräs. Inga underarter finns listade i Catalogue of Life.